# تشاغو تشاغو أوماكو

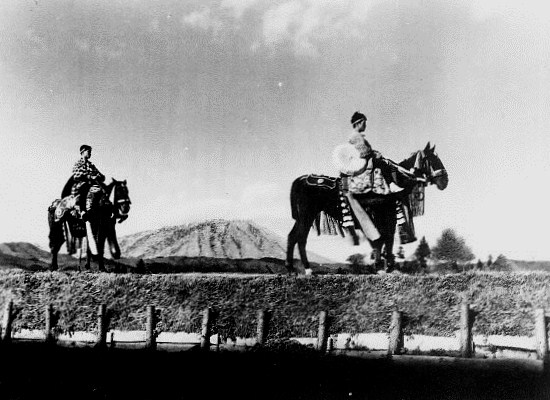
صورة لشاجو شاغو أوماكو حوالي عام 1934

تشاغو تشاغو أوماكو (باليابانية:チャグチャグ馬コ) هو مهرجان للخيول في ولاية إيواته في اليابان. يعقد هذا المهرجان في يوم السبت الثاني في يونيو من كل عام، حيث يُعدّ موكب ما يقرب من مائة حصان مزُينين بالألوان و الأجراس بين ضريح سوزين في تاكيزاوا و ضريح هاتشيمان-غو في موريوكا. المصطلح «تشاغو - تشاغو» هو تعبير غير مألوف عن الصوت الذي تجريه أجراس الخيول. في عام 1978 تم تسجيل المهرجان على أنه ممتلكات ثقافية شعبية غير ملموسة في اليابان. وتم اختيار صوت أجراس تشاغو تشاغو أوماكو من قبل وزارة البيئة كواحدة من 100 من اللوحات الصوتية في اليابان.

## أنظر أيضا
- مهرجان الثلج في سابورو
- مهرجان آوموري نيبوتا
- المهرجانات اليابانية

## روابط خارجية
(باليابانية) شاغو تشاكو أوماكو